# Fostul colegiu iezuit din Alba Iulia
Fostul colegiu iezuit din Alba Iulia este un monument istoric aflat pe teritoriul municipiului Alba Iulia. În Repertoriul Arheologic Național, monumentul apare cu codul 1026.